# История муниципально-территориального устройства Лужского района
С установлением советской власти волости были разделены на сельсоветы, в большинстве уездов в 1918—1920 годах. В 1917—1927 годах административное деление Лужского уезда претерпевало неоднократные изменения.

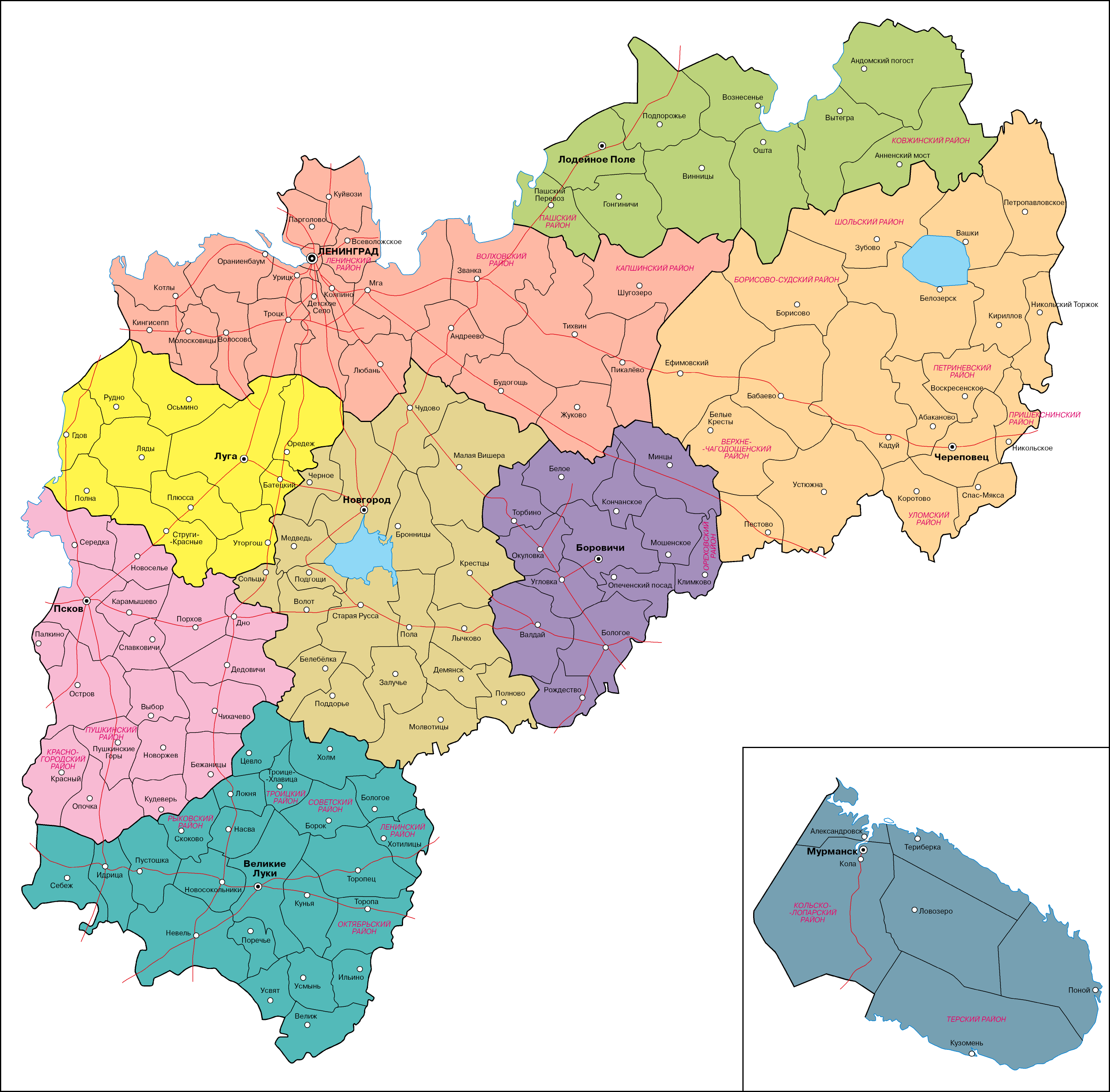
Карта округов Ленинградской области в 1927 году

Лужский район образован 1 августа 1927 года в составе Лужского округа Ленинградской области.
В него вошли 55 сельсоветов бывшего Лужского уезда Ленинградской губернии (по другим данным 48) и 2 сельсовета бывшего Троцкого уезда. Лужский уезд: из Лужской волости 17 сельсоветов (Естомичский, Жглинский, Ильженский, Клобутицкий, Конезерский, Корповский, Кренский, Крупельский, Новосельский, Парищенский, Петровский, Пустошенский, Раковичский, Слапский, Смердовский, Туровский, Шильцевский); из Толмачёвской волости 11 (12) сельсоветов (Бетковский, Ветчинский, Владычинский, Дарьинский, Долговский, Замошский, Калищенский, Красногорский, Луговской, Сорочкинский, Толмачевский, Мало-Замошский); из Бельско-Сяберской волости 16 (15) сельсоветов (Антоновский, Бередниковский, Вердужский, Горнешенский, Грязовецкий, Заозерский, Запольский, Лядский, Олешенский, Островенский, Подледьевский, Ренско-Ровницкий, Сабицкий, Самохваловский, Темно-Воротский, Боровской); из Передольской волости 5 сельсоветов (Бутковский, Госткинский, Зареченский, Торошковский, Югостицкий); из Городенской волости 3 сельсовета (Жеребудский, Колоденский, Запольский (Раковенско-Запольский)); из Уторгошской волости 1 сельсовет (Хвошненский). Троцкий уезд: из Рождественской волости 2 сельсовета (Дивенский, Ящерский).
В ноябре 1928 года в результате укрупнения были ликвидированы 18 сельсоветов (Антоновский, Ледский присоединены к Сабицкому; Боровской, Заозерский, Самохваловский — к Запольскому; Горнешенский и Подледьевский — к Вердужскому; Госткинский — к Бутковскому; Жеребудский — к Бетковскому; Ильженский, Пустошенский, Раковичский — к Смердовскому; Олешенский — к Островенскому; Ренско-Ровницкий — к Грязовецкому и Запольскому; Сорочкинский — к Луговскому, Пехенецкому и Ящерскому; Темно-Воротский — к Лесковскому; Туровский — к Сланскому; Хвошненский — к Конезерскому). Переименованы 6 сельсоветов (Бередниковский — в Волошовский, Владычкинский — в Пехенецкий, Затошский — в Поречицкий, Заречьевский — в Великосельский, Корповский — в Лесковский, Крупельский — в Шаловский). Были объединены следующие сельсоветы: Жглинский и Новосельский — в Городецкий, Югостицкий и Петровский — в Наволокский, Кренский и Парищенский — в Поддубский, Раковенско-Запольский и Колоденский — в Раковенский сельсовет.
В 1930 году в связи с ликвидацией округов район вошёл непосредственно в область. Город Луга — бывший окружной центр и бывший город окружного подчинения, был включён в состав Лужского района. В феврале 1931 года по постановлению президиума Леноблисполкома из Сабицкого сельсовета Лужского района был выделен новый сельсовет Антоновский. Антоновский и Дарьинский сельсоветы были преобразованы в национальные эстонские сельсоветы.
1 января 1932 года в Лужский район включены 13 сельсоветов из ликвидированного Плюсского района (Большелужецкий, Большельзинский, Дубровецкий, Записенский, 3аплюсский, Запольский, Которский, Луговской, Модолицкий, Нежадовский, Овинецкий, Плюсский, Сеглицкий), 4 сельсовета переданы в Красногвардейский район (Дивенский, Луговской, Пехонецкий, Ящерский), 2 сельсовета — в Лядский район (Грязковский, Запольский). В декабре 1933 года по постановлению Президиума ВЦИК в Лужском районе были объединены сельсоветы: Слапский и Шаловский — в Лужский, Дубровецкий и Овинецкий — в Большезахонский. Большелужецкий сельсовет ликвидирован, присоединён к Модолицкому сельсовету, Луговский сельсовет (бывшего Плюсского района) к Запольскому. В августе 1934 года по постановлению Президиума ВЦИК был ликвидирован Антоновский сельсовет Лужского района, присоединён к Сабицкому сельсовету. 15 февраля 1935 года во вновь созданный Плюсский район были переданы 10 сельсоветов (Большезахонский, Большельзинский, Записенский, Запольский, Заплюсский, Которский, Модолицкий, Нежадовский, Плюсский, Сеглицкий). 9 ноября 1938 года дачный посёлок Толмачёво был преобразован в рабочий посёлок. В феврале 1939 года Дарьинский сельсовет был ликвидирован, присоединён к Толмачевскому сельсовету. 19 сентября 1939 года город Луга был преобразован в город областного подчинения.
Во время Великой Отечественной войны, с августа 1941 года по февраль 1944 года, территория Лужского района находилась под немецко-фашистской оккупацией. Район значительно пострадал.
16 июня 1954 года были укрупнены сельсоветы Лужского района: к Красногорскому сельсовету был присоединён Ветчинский сельсовет, к Лужскому — Лесковский, к Толмачёвскому — Долговский). В октябре 1959 года упразднен Наволокский сельсовет, его территория включена в Торошковский, Естомичский и Бутковский сельсоветы. В Лужский район были включены раб. пос. Торковичи и 10 сельсоветов упразднённого Оредежского района (Бельский, Волосковский, Заручьевский, Моровинский, Оредежский, Печковский, Пристанский, Сокольницкий, Тесовский, Череменский). Тогда же Лужские городской и районный Советы были объединены, функции управления районом были переданы горсовету, а Лужский район был сохранён, как территориальная единица. 1 февраля 1963 года Лужский район был преобразован в Лужский сельский район, к нему присоединены 7 сельсоветов из ликвидированного Сланцевского района (Будиловский, Захонский, Николаевский, Осьминский, Рельский, Самровский, Сарогорский) и Мшинский сельсовет Гатчинского района. Город Луга был передан в подчинение Ленинградскому областному (промышленному) исполкому. В том же году рабочие поселки Толмачево и Торковичи переданы в административное подчинение Лужскому горсовету. 
12 января 1965 года Лужский сельский район вновь преобразован в Лужский район. Лужские городской и районный советы объединены в один Лужский городской совет, которому переданы функции управления районом. Лужский район сохранён, как территориальная единица. В том же году в состав Лужского района были включены рабочие поселки Толмачёво и Торковичи (ранее подчинявшиеся Лужскому горсовету). Были ликвидированы сельсоветы Великосельский (присоединен к Бутковскому сельсовету), Самровский (присоединен к Рельскому), Конезерский (присоединен к Городецкому сельсовету), Моровинский (присоединен к Пристанскому), Островенский (присоединен к Волошовсксму), Сарогорский (присоединен к Осьминскому). Таким образом, на 1 июля 1965 года в Лужский район входили рабочие поселки Толмачёво, Торковичи и 33 сельсовета.
По данным 1973 года в состав района входило 22 сельсовета (упразднены Бельский, Бетковский, Будиловский, Бутковский, Городецкий, Естомичский, Заручьевский, Захонский, Калищенский, Клобутицкий, Николаевский, Перечицкий, Печковский, Поддубский, Раковенский, Сабицкий, Смердовский, Сокольницкий, Череменский сельсоветы; образованы Володарский, Дзержинский, Каменский, Калгановский, Приозёрный, Серебрянский, Скребловский, Чоловский сельсоветы).
По данным 1990 года в состав района входило 18 сельсоветов (ликвидированы Вердужский, Волосковский, Калгановский, Красногорский, Пристанский, Чоловский, Шильцевский; образованы Межозерный, Ретюнский, Ям-Тесовский сельсоветы).